# Canal 11 Televisión
Canal 11 Televisión fue un canal de televisión de corta duración con sede en Caracas, Venezuela. Salió al aire por primera vez en diciembre de 1966 y cesó sus operaciones debido a la quiebra menos de dos años después.

## Historia
El 27 de julio de 1966 se instaló Canal 11 Televisión en Caracas. Los fundadores de la emisora fueron los hermanos Ricardo y Amable Espina (Amable Espina era director de Radio Caracas Televisión). El canal tuvo apoyos de comerciales Gilette y MGM además de apoyo técnico de la productora Screen Gems Screen Gems (esta última tuvo, junto a Amable Espina, control parcial del canal). Amable construyó a Canal 11 con un equipo de actores y profesionales de primera clase.
A las 5pm del 27 de julio de 1966 iniciaba sus transmisiones Canal 11 Televisión, con la presencia de la modelo y actriz estadounidense Jayne Mansfield. La programación incluía series, programación en vivo, programas de humor y deportes; la mascota de Canal 11 era un conejo, representado en su anuncio de lanzamiento en la prensa entrando en un cohete, el logo del canal era un 11 dentro de un átomo junto con el eslogan Viene con todo lo que entretiene. Fue inaugurado formalmente el 1 de diciembre de ese mismo año. El acto de inauguración tuvo lugar en el antiguo edificio de Bolívar Films, desde donde transmitía el canal.

El 22 de mayo de 1968, el Segundo Tribunal en lo Mercantil de Venezuela decretó la quiebra de Canal 11 Televisión, que a mediados de 1967 atravesaba problemas financieros.A finales de ese año, los empleados de la emisora se habían hecho con el control de la empresa.